# Cuestionario

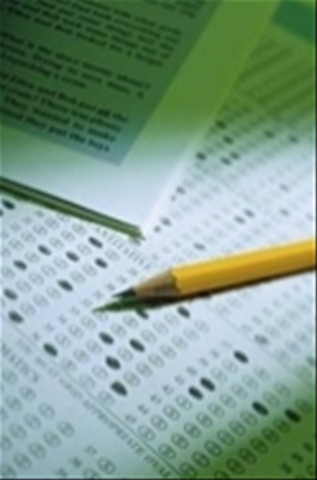
Tabulación de un cuestionario.

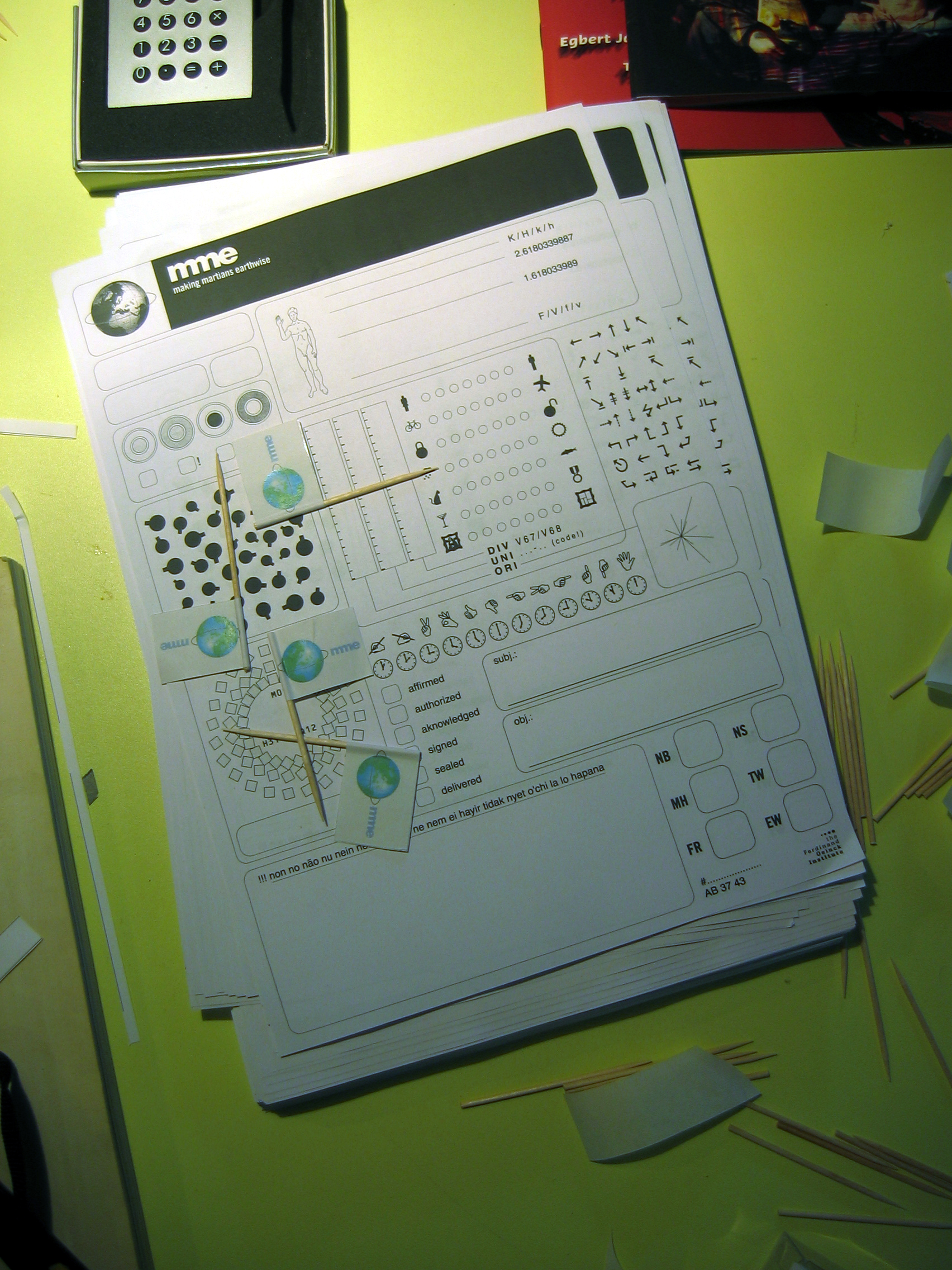
Un formulario sin rellenar impreso en papel.

Un cuestionario es una herramienta de investigación que consiste en una serie de  preguntas e indicaciones con el propósito de obtener información de los consultados. Aunque a menudo están diseñados para poder realizar un análisis estadístico de las respuestas, no es siempre así. El cuestionario fue inventado por Francis Galton en 1870.
El cuestionario es un documento formado por un conjunto de preguntas que deben estar redactadas de forma coherente, y organizadas, secuenciadas y estructuradas, de acuerdo con una determinada planificación, con el fin de que sus respuestas nos puedan ofrecer toda la información necesaria.

## Descripción general
La [encuesta] a menudo se realiza en función de un cuestionario con preguntas {abierta o cerradas}, siendo este por tanto, el [documento] básico para obtener la información en la gran mayoría de las investigaciones y estudios de [mercado].
Los cuestionarios tienen ventajas sobre otros tipos de encuestas en que estos son baratos, no requieren de mucho esfuerzo por parte del consultado como por ejemplo las encuestas orales o telefónicas, y a menudo tienen respuestas estandarizadas que hacen más simple la tabulación de los datos. Sin embargo, estas respuestas estandarizadas pueden frustrar a los usuarios. También los cuestionarios están fuertemente limitados por el hecho de que el consultado deben ser capaces de leer y responder las preguntas. Es por eso que la realización de tantas encuestas para algunos grupos demográficos usando cuestionarios puede ser no práctica.
Como un tipo de encuesta, el cuestionario también tiene mucho de los mismos problemas relacionados con la construcción y fraseología de las preguntas que existen para otros tipos de sondeos de opinión.

## Tipos de cuestionarios
Se debe hacer una distinción entre los cuestionarios que miden variables separadas y los cuestionarios con preguntas que son agregadas ya sea a una escala o índice. Los cuestionarios que caen dentro de la primera categoría comúnmente son parte de encuestas, mientras que los cuestionarios que caen dentro de la última categoría son parte de pruebas.
Los cuestionarios con preguntas que miden variables separadas, por ejemplo, podrían incluir preguntas sobre:
- preferencias (por ejemplo: partido político)
- comportamientos (por ejemplo: consumo de comidas)
- hechos (por ejemplo: género)

Los cuestionarios con preguntas que son agregadas para construir una escala o índice, por ejemplo, podrían incluir preguntas como las siguientes:
- rasgos latentes (por ejemplo: rasgos de la personalidad como la extraversión)
- actitudes (por ejemplo: hacia la inmigración)
- un índice (por ejemplo: nivel socioeconómico)

### Ejemplo
Un cuestionario alimentario es un cuestionario que evalúa el tipo de dieta consumida por las personas y puede ser usado como un instrumento de investigación. Los ejemplos de uso incluyen la ingesta de vitaminas o toxinas tales como la acrilamida.

## Construcción de cuestionarios

### Tipos de cuestionarios
Usualmente, un cuestionario consiste en una cantidad de preguntas que el consultado tiene que responder en un formato determinado. Se hace una distinción entre preguntas abiertas y preguntas cerradas  ya que 
cita al consultado que formule su propia respuesta, mientras que una pregunta cerrada hace que el consultado seleccione una respuesta de un conjunto determinado de opciones. Las opciones para una pregunta cerrada deberían ser exhaustivas y mutuamente exclusivas. Se distinguen cuatro escalas para las preguntas cerradas, y que son las siguientes:
- Dicotómicas, donde el consultado tiene dos opciones.
- Abierta donde puedes poner tus propias respuestas
- Nominal-politómica, donde el consultado tiene más de dos opciones desordenadas.
- Ordinal-politómica, donde el consultado tiene más de dos opciones ordenadas.
- Continua (limitada), donde al consultado se le presenta una escala continua.

La respuesta de un consultado a una pregunta abierta es codificada en una escala en un proceso posterior. Un ejemplo de una pregunta abierta es una pregunta donde el consultado tiene que completar una sentencia.

### Secuencia de preguntas
En general, las preguntas deberían de fluir en forma lógica desde una a otra. Para lograr las mejores tasas de respuesta, las preguntas deberían fluir desde lo menos sensible a lo más sensible, desde los hechos y de comportamiento a lo actitudinal, y desde lo más general a lo más específico.
Normalmente debería existir un flujo que debería ser seguido cuando se construye un cuestionario con respecto al orden en que las preguntas son hechas. El orden es:
1. Cribado. Son preguntas que se utilizan para encontrar lo antes posible si alguien debería completar un cuestionario.
2. Calentamiento. Son preguntas simples de responder, ayudan a capturar el interés en la encuesta, e incluso pueden no ser pertinentes a los objetivos de la investigación.
3. Transición. Son preguntas que son usadas para hacer que diferentes áreas fluyen juntas en forma correcta.
4. Saltos. Incluyen preguntas similares a "Si responde afirmativamente, entonces responda la pregunta 3. Sin responde negativamente, continue en la pregunta 5".
5. Difíciles. Son preguntas que se ubican hacia el final del cuestionario ya que el encuestado está en el "modo de responder". También, cuando se está completando un cuestionario en línea, la barra de progreso les informa a los encuestados que ya están casi terminando de tal forma que exista un mayor impulso o deseo de responder las preguntas más difíciles.
6. Clasificación. O demográficas, son preguntas que deberían estar hacia el final porque normalmente se podrían sentir como preguntas personales que harán que los encuestados se sientan incómodos y que no deseen finalizar la encuesta.[5]

### Reglas básicas para la construcción de ítems de cuestionarios
- Usar declaraciones que sean interpretadas de la misma forma por los miembros de las diferentes subpoblaciones de la población de interés.
- Usar declaraciones donde las personas que tienen diferentes opiniones o rasgos entregarán diferentes respuestas.
- Pensar en tener una categoría de respuesta abierta después de una lista de posibles respuestas.
- Usar solo un aspecto de la construcción en que está interesado por ítem.
- Usar declaraciones positivas y evitar las negativas o doble negativas.
- No hacer supuestos acerca de los encuestados.
- Usar fraseología clara e inteligible, fácilmente comprensibles por todos los niveles educacionales.
- Usar ortografía, gramática y puntuación correctas.
- Evitar los ítems que contienen más de una pregunta por ítem (por ejemplo, ¿Le gustan las frambuesas y las papas?).

## Modos de administración de cuestionarios
Los principales modos de administración de cuestionarios son:
- Cara-a-cara, donde un entrevistador presenta los ítems en forma oral.
- Papel-y-lápiz, donde los ítems son presentados en papel.
- Computarizados, donde los ítems son presentados en un computador.
- Computarizados adaptables, donde una selección de ítems es presentada en un computador y basados en las respuestas a esos ítems, el computador selecciona los siguientes ítems optimizados para el rasgo o habilidad estimada para el encuestado.

## Inquietudes con respecto a los cuestionarios
Mientras que los cuestionarios son baratos, rápidos y fáciles de analizar, a menudo estos pueden presentar más problemas que beneficios. Por ejemplo, a diferencia de las entrevistas, las personas que llevan a cabo la investigación pueden no saber nunca si el encuestado comprendió la pregunta que se le hizo. También, debido a que las preguntas son específicas a lo que el investigador está averiguando la información recopilada puede ser mínima.
A menudo, los cuestionarios tales como los del Indicador Myers-Briggs, entregan demasiadas pocas opciones a la respuesta; los encuestados pueden responder pueden seleccionar cualquier opción pero deben escoger solo una de estas. También los cuestionarios producen una tasa de retorno muy baja, sean estos enviados por correo o puestos en línea. El otro problema asociado con las tasas de retorno es que a menudo las personas que regresan el cuestionario son aquellas que tienen una opinión realmente positiva o realmente negativa respecto a lo consultado y desean que su opinión sea escuchada. Las personas que son probablemente las más imparciales en cualquier sentido normalmente no los responden debido a que consideran que no valen su tiempo.
De manera general, una cuestión clave en cuanto a lo cuestionario es que pueden contentar un volumen relativamente alto de errores de medida.  (). Estos errores pueden ser tanto aleatorios como sistemáticos. Los errores aleatorios son causados por errores involuntarios por parte de respondientes, entrevistadores y/o codificadores. Los errores sistemáticos tienen lugar cuando se produce una reacción sistemática del respondiente al método usado para formular la pregunta de encuesta. Por tanto, la formulación exacta de la pregunta y el método usado para formularla son cruciales, teniendo en cuenta que pueden afectar al nivel de errores de medida.(). Existen diferentes herramientas a la hora de ayudar a los investigadores a escoger la exacta formulación de sus preguntas, como por ejemplo la estimación la calidad de estas usando experimentos MTMM o la predicción de la calidad usando el software libere Survey Quality Predictor (SQP). Esta información sobre la calidad puede ser usada, también, a la hora de corregir por error de medida ()
.

## Tipos de preguntas
Un cuestionario deberá incluir preguntas de distintos tipos y en función del planteamiento del mismo del tema a investigar, así puede haber varios de estos tipos:
Preguntas abiertas:  Son preguntas en las que se permite al encuestado responder cualquier cosa según la pregunta.
Con estas preguntas puede obtenerse una mayor riqueza de detalle en las contestaciones, pero tienen el inconveniente de que las respuestas son difíciles de evaluar.
Preguntas cerradas:  Son preguntas en las que solo se permite contestar mediante una serie cerrada de alternativas.
Con estas preguntas puede perderse riqueza en la información pero se puede hacer su cuantificación; así es más fácil realizar una tabulación, donde los resultados sean más concretos y más exactos.
Preguntas semi-abiertas (o semi-cerradas):  Son preguntas de características intermedias entre los dos tipos anteriores, que intentan no perder nunca mucha riqueza de información a costa de perder algo de facilidad en la tabulación de las respuestas.
Preguntas en batería:  Son aquellas que se planifican para realizarlas secuencialmente en función de la respuesta dada a la pregunta de la secuencia anterior. Su objetivo es profundizar en una información siguiendo el hilo de las sucesivas repuestas.
Preguntas de evaluación:  Son preguntas dirigidas a obtener del entrevistado información sobre cómo valora una serie de cosas o aspectos. Pueden proporcionar una valoración de carácter numérico o una valoración de carácter cualitativo.
Preguntas introductoras o motivadoras:  Son las que se realizan al principio de la entrevista y que tienen como objetivo despertar el interés de la persona que se va a entrevistar, intentando motivarle y predisponerle favorablemente para la realización del cuestionario.